# Kim Chang-min
Kim Chang-min (ur. 4 września 1985 w Uiseong) – południowokoreański curler, mistrz Azji i strefy Pacyfiku, uczestnik igrzysk olimpijskich 2018.
Jest skipem swojej drużyny.

## Życie prywatne
Kim Chang-min studiował nauki sportowe na Dong-a University w Pusanie.

## Wyniki
- igrzyska olimpijskie
  - Pjongczang 2018 – 7. miejsce
- mistrzostwa świata
  - Las Vegas 2018 – 4. miejsce
- mistrzostwa świata juniorów
  - 2004 – 4. miejsce
  - 2005 – 8. miejsce
  - 2006 – 5. miejsce
- mistrzostwa Azji i strefy Pacyfiku
  - 1998 – 4. miejsce
  - 2009 – 3. miejsce
  - 2011 – 3. miejsce
  - 2012 – 4. miejsce
  - 2017 – 1. miejsce
  - 2019 – 1. miejsce
- uniwersjada
  - 2007 – 5. miejsce
  - 2009 – 4. miejsce
  - 2011 – 1. miejsce
  - 2013 – 8. miejsce